# Mychajliwka (rejon mohylowski)
Mychajliwka (ukr. Михайлівка) – wieś na Ukrainie, w obwodzie winnickim, w rejonie mohylowskim, w hromadzie Jampol. W 2001 liczyła 1138 mieszkańców, spośród których 1100 wskazało jako ojczysty język ukraiński, 15 rosyjski, 18 mołdawski, 1 białoruski, a 4 inny